# Julius Krieg
Julius Krieg (* 2. April 1882 in Damm bei Aschaffenburg; † 12. Oktober 1941 in Regensburg) war ein deutscher römisch-katholischer Kirchenrechtler, Hochschullehrer und Heimatforscher.

## Leben und Wirken
Der Sohn eines Kaufmanns besuchte ab 1893 die Realschule Aschaffenburg, ab 1896 das Neue Gymnasium in Würzburg und ab 1898 das Humanistische Gymnasium in Aschaffenburg, wo er 1902 das Abitur ablegte. Er studierte ab dem Wintersemester 1902/03 Rechts- und Staatswissenschaften sowie Theologie an den Universitäten Freiburg im Breisgau, München und Würzburg. Seit 1902 war er Mitglied der katholischen Studentenverbindung KDStV Thuringia Würzburg im CV.  1906 wurde er zum Priester geweiht und war in der Folge als Kaplan in Bischofsheim an der Rhön (1906–08), im Kollegiatstift Neumünster in Würzburg (1908–12) und im Juliusspital Würzburg (1912–15) und als Religionslehrer für Mädchen und Gefängnisseelsorger (1914–17) tätig. Zur selben Zeit wurde er 1909 bei Ernst Mayer an der Universität Würzburg zum Dr. iur. et rer. pol. und 1914 bei Sebastian Merkle in Würzburg zum Dr. theol. promoviert. Seine Forschungen, die er bereits neben seiner seelsorgerischen Tätigkeit betrieb, richteten sich auf die Geschichte und Rechtsgeschichte im Bistum Würzburg.
Er habilitierte sich 1916 an der Universität Würzburg für katholisches Kirchenrecht, wurde dort zum Privatdozenten ernannt und zum 1. Oktober 1917 als außerordentlicher Professor für Kirchen- sowie bayerisches Staats- und Verwaltungsrecht an die Hochschule Regensburg berufen. In seiner Schrift „Die Theologiekandidaten der Diözese Regensburg im Weltkrieg 1914-1918“  äußerte er sich auch zur aktuellen politischen Situation in Deutschland: „Der Krieg ist leider nicht zu unseren Gunsten ausgegangen. Aber unsere Theologen haben in reinster Absicht ihre militärischen Pflichten erfüllt.“ (S. 8) Dem deutschen Soldaten seien „freudige Todesbereitschaft, Ausdauer bis zum Ende“ zu eigen. Zum 1. Oktober 1925 wurde er zum ordentlichen Professor befördert. Im November 1933 unterzeichnete er das Bekenntnis der deutschen Professoren zu Adolf Hitler.
Er war kirchenrechtlicher Fachleiter des Lexikons für Theologie und Kirche für dessen erste Auflage (1930–38).
Nachdem im Oktober 1939 die Philosophisch-theologische Hochschule Regensburg kriegsbedingt geschlossen worden war, intensivierte Krieg seine Arbeit als Heimatforscher und legte einen weiteren Band über seinen Geburtsort Damm (nunmehr Stadtteil von Aschaffenburg) vor, in dessen Vorwort er hervorhebt, dass das nationalsozialistische Deutschland „bestrebt ist, das Volkstümliche lebendig zu erhalten, die Überlieferungen der Heimat zu bewahren“.
1948 wurde in Aschaffenburg-Damm eine Straße nach Julius Krieg benannt. Der Stadtrat der Stadt Aschaffenburg hat im September 2019 beschlossen, diese Straße umzubenennen.

## Schriften
- Die Zulässigkeit des Ehevertrages nach dem bürgerlichen Gesetzbuch. Becker, Würzburg 1909 (Dissertation, Universität Würzburg, 1909).[4]
- Der Kampf der Bischöfe gegen die Archidiakone im Bistum Würzburg (= Kirchenrechtliche Abhandlungen. H. 82). Union, Stuttgart 1914 (Dissertation, Universität Würzburg, 1914).[5]
- Die Landkapitel im Bistum Würzburg bis zum Ende des 14. Jahrhunderts. Unter Benutzung ungedruckter Urkunden und Akten dargestellt. Schöningh, Paderborn 1916 (Habilitationsschrift, Universität Würzburg, 1916).[6]
- "Julius Echter und der Klerus" in Julius Echter von Mespelbrunn, Fürstbischof von Würzburg und Herzog von Franken (1573-1617), Festschrift, hg. von Clemens Valentin Heßdörfer, Würzburg 1917
- Die Landkapitel im Bistum Würzburg von der zweiten Hälfte des 14. bis zur zweiten Hälfte des 16. Jahrhunderts. Enke, Stuttgart 1923.
- Die Theologiekandidaten der Diözese Regensburg im Weltkrieg 1914-1918. Habbel, Regensburg 1923.
- Dämmer Ehrenkranz (Beiträge zur Heimatkunde von Damm bei Aschaffenburg, Band 1), Aschaffenburg 1937. Reprint Aschaffenburg 1991 ISBN 978-3922355038
- Erzählungen aus der Heimat (Beiträge zur Heimatkunde von Damm bei Aschaffenburg, Band 2), Aschaffenburg 1941. Reprint Aschaffenburg 1991 ISBN 978-3922355045